# Аврора (видавництво)
«Аврора» — радянське та центральне експортне видавництво Російської Федерації розташоване у Санкт-Петербурзі (Ленінград) з відділенням у Москві. Засновано у 1969 р. на базі Ленінградського філіалу видавництва «Радянський художник».
Видавництво «Аврора» випускає художні альбоми, репродукції картин, листівки і буклети шедеврів радянського мистецтва з текстами російською й іноземною мовами. Згідно інформації офіційного сайту видавництва «Аврора» за роки діяльності надруковано близько 23 тисяч творів загальним тиражем понад 1300 млн примірників.
Бере участь у міжнародних книжкових виставках-ярмарках у Санкт-Петербурзі, Москві (ММКВЯ), Мінську і Франкфурт-на-Майні.

## Історія
1969 рік — на базі Ленінградського філіалу видавництва «Радянський художник» засновано видавництво «Аврора» (Постанова Ради Міністрів СРСР від 17 вересня 1968 р. № 73, наказ Державного комітету з друку при Раді Міністрів СРСР від 4 листопада 1968 р. № 438). До 1972 року знаходилось у відомстві Державного комітету при Раді Міністрів СРСР з друку.   
З 1972 по 1978 роки видавництво знаходилось у відомстві Державного комітету Ради Міністрів СРСР зі справ видавництва, поліграфії та книжкової торгівлі.  
З 1978 по 1999 роки підпорядковувалось Держкомвидав СРСР.
1999 рік — передано Міністерству зі справ друку, телерадіомовлення і засобів масової комунікації РФ (Постанова Уряду РФ від 10 жовтня 1999 р. № 1022).
2003 рік — реорганізовано у Відкрите акціонерне товариство "Издательство «Аврора».

## Видавничі серії
- Майстри радянського живопису
- Національні школи живопису
- Шедеври архітектури
- Російські художники
- Публікація одного пам'ятника
- Майстри світового  живопису
- Зберігається в музеях СРСР (комплект листівок подвійного формату); та інше

## Автори, які співпрацюють з видавництвом
Гліб Райков (генеральний директор видавництва), Нонна Глінка (Мурашова), Юліанна Черемська, Олена Жерихіна, Наталья Глінка (Нікуліна), Євген Ходаковський, Зейнаб Бахтурідзе, Андрій Вассоєвич, Олександр Потравнов і Тетяна Хмельник, Валерій Воскобойніков, Олександр Рупасов, Олександр Чистіков, Миколай Іванов.